# توماس روپرات
توماس روپرات (به انگلیسی: Thomas Rupprath) (زادهٔ ۱۶ مارس ۱۹۷۷) شناگر اهل آلمان است.